# ニコライ・トレチャコフ
ニコライ・アレクサンドロヴィチ・トレチャコフ（Николай Александрович Третьяков, Nikolai Alexandrovich Tretyakov）は、軍事技術者、ロシア帝国の陸軍軍人。日露戦争における旅順攻囲戦での勇戦で知られる。

## 経歴
シンビルスクの在地貴族の家に生まれる。1872年8月10日、モスクワ第2兵学校卒業後、陸軍に入隊。1875年にはニコラエフ工兵学校を卒業し、少尉、第6大隊長に任官。1877年7月13日、中尉に昇進してニコラス工兵アカデミーに所属。翌年アカデミーを卒業して大尉に昇進した。1892年4月に中佐任官、1893年4月にはウラジオストク要塞工兵司令官に任じられた。1895年5月21日、東シベリア工兵第1旅団長となった。
1899年12月25日、大佐に昇進し、清国北部で義和団の乱が発生するとその鎮圧に従軍。1901年2月27日、東シベリア狙撃兵第5連隊長となり、日露戦争を迎えた。1904年5月の南山の戦いでは傷を負いながらもその勇猛な防戦振りで名を挙げた。10月22日には少将に昇進し、続く旅順攻囲戦でも東シベリア狙撃兵第5連隊を指揮した。
1910年10月17日、キエフ軍管区のフィールドエンジニアリング監察官となり、同年12月6日には中将に昇進。1911年2月28日にはシベリア狙撃兵第10師団長、10月2日にはシベリア歩兵第3師団長を歴任。
1914年8月12日、第一次世界大戦が始まった頃にはシベリア歩兵第1師団長であった。1915年9月5日、第23工兵隊の指揮を命じられたが、一週間後には予備隊へ回るように指示された。1915年12月には第42工兵隊、1916年3月20日には第37工兵隊の指揮官となった。1916年12月6日、工兵大将に昇進した。
1917年2月27日、肺炎で卒去。

## 栄典
- 聖スタニスラーフ勲章第3等級：1879年
- 聖アンナ勲章第3等級：1880年
- 聖スタニスラーフ勲章第2等級：1887年
- 聖アンナ勲章第2等級：1891年
- 聖ヴラディーミル勲章第4等級：1895年
- 「勇敢」の金剣：1901年
- 聖ヴラディーミル勲章第3等級：1903年
- 聖ゲオルギイ勲章第4等級：1904年
- 聖スタニスラーフ勲章第1等級：1905年
- 聖アンナ勲章第1等級：1907年
- 聖ヴラディーミル勲章第2等級：1913年
- 白鷲勲章：1916年
- 聖アンナ勲章第4等級：1916年